# Maralik
Maralik – miasto w Armenii, w prowincji Szirak. W 2022 roku liczyło ok. 5300 mieszkańców.